# Anne Lihavainen
Anne Lihavainen är en finländsk figurteaterkonstnär som driver kringresande dockteatern Ofelia.
År 2015 flyttade hon Ofelias verksämd från gamla stationen i Borgå till Konstfabriken i samma stad.
I januari 2016 belönades hon med Borgå stads kulturpris 2015. Priset förknippades bland annat med Lihavainens produktion år 2015 av pjäsen Sagan om Sibelius, i jubileumsåret for finländska kompositören Jean Sibelius.